# ناهمسوبر
ناهمسوبَر  یا پادبَر نوعی پروتئین انتقالی غشا است که دو ماده را به طور هم‌زمان و در جهت مخالف یکدیگر از خلال غشا عبور می‌دهد. عمل ناهمسوبر نوعی انتقال فعال ثانویه است، فرایندی که طی آن انتقال در خلاف جهت شیب غلظت بدون مصرف ATP صورت می‌گیرد. یک سوبسترای ناهمسوبر در جهت شیب غلظت‌اش منتقل می‌شود و دیگری در خلاف جهت شیب غلظت خود؛ بدین ترتیب جریان ترمودینامیکی نامساعد یک ماده با جریان مساعد ماده دیگر جفت شده، بدون هیدرولیز ATP انتقال در خلاف جهت شیب غلظت انجام می‌شود.
ناهمسوبر سدیم-پروتون که از جمله در نفرون‌های کلیه به وفور یافت می‌شود، در حفظ هومئوستازی pH و سدیم نقش ایفا می‌کند.